# Johannes Holt
Johannes Holt († 29. Mai 1432 in Hamburg) war ein deutscher Theologe, Hochschullehrer und Domherr.

## Leben
Johannes Holt immatrikulierte sich 1427 als Graduierter und Dozent an der Universität Rostock mit der Herkunftsangabe „Wesenburensis, Bremer Diöcese“, wo er bereits Dr. der Theologie und Rektor der dortigen Kirche war, also vermutlich an der Bartholomäuskirche in Wesselburen in Dithmarschen, welches damals zum Erzbistum Bremen gehörte. Er wird für Rostock als Professor der Theologie benannt, obwohl die Universität nach ihren vom Papst festgelegten Statuten keine theologische Fakultät haben durfte; dies wurde ihr erst 1432 gestattet. Noch im gleichen Jahr wurde er erstmals Rektor der Universität. 1431 verließ er Rostock und wurde am Hamburger Dom erster Lektor und Domherr als Nachfolger des ebenfalls in Rostock tätig gewesen Heinrich von Geismar. Holts Nachfolger wurde der Rostocker Professor Borchard Plotze.